# Historia Wietnamu (do 1843)
Wietnamczycy wywodzą swoją państwowość od przodków Żółtego Cesarza (wiet. Hoàng Đế), tego samego, który jest uważany za założyciela Chin. Tradycja wietnamska wyznacza rok 2879 p.n.e. jako początek zorganizowanego państwa. Daje to imponujący okres blisko 5 tysięcy lat historii. Z tego jednak tylko trochę więcej niż 2 tysiące jest udokumentowane w kronikach, a pojedyncze wzmianki w kronikach chińskich wydłużają ten okres jeszcze o kilkaset lat – do około 500 r. p.n.e.
Połowa okresu udokumentowanego przypada na okupację chińską, która mimo licznych powstań trwała ponad 1000 lat – od 111 r. p.n.e. do 938 r. n.e. W połowie XIX w. Wietnam został podbity przez Francję i włączony do Indochin Francuskich. Okres kolonialny i postkolonialny zakończył się dla Wietnamu w drugiej połowie XX w. serią morderczych wojen indochińskich.

## Prehistoria

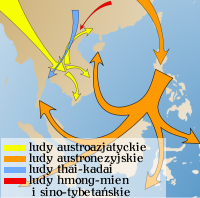
Wędrówki ludów w Azji Południowo-Wschodniej

Wietnamczycy, lud austroazjatycki z grupy mon-khmer, do swojej kolebki narodowej w dolinie Rzeki Czerwonej przywędrowali ok. 10 tys. lat temu z doliny Mekongu, rozprzestrzeniając się początkowo w kierunku północnym, na terenach dzisiejszych południowych Chin, o czym świadczą liczne stanowiska archeologiczne kultury Đông Sơn. Tereny Wietnamu Środkowego zostały zasiedlone stosunkowo późno, bo dopiero w drugiej połowie I tysiąclecia p.n.e., przez żeglarzy austronezyjskich. Przypisywane im stanowiska archeologiczne kultury Sa Huỳnh wykazują duże związki ze stanowiskami na Borneo i nikłe z kulturą Đông Sơn. Przypuszczalne kierunki rozprzestrzeniania się ludności na terenie Indochin przedstawia mapka.

## Początki państwowości

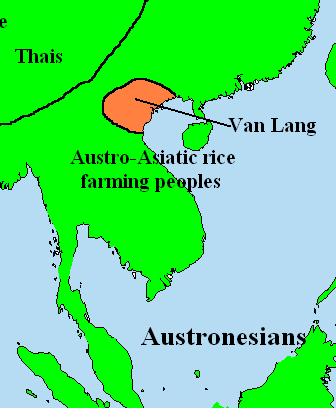
Położenie państwa Văn Lang

Na kształtowanie się kultury wietnamskiej od samego początku duży wpływ wywierał północny sąsiad. Znajduje to odbicie w mitologii i przekazach tradycyjnych, według których dynastia królów Hungów (Hồng Bàng), władająca pierwszym państwem wietnamskim Văn Lang, pochodziła w prostej linii od Thần Nônga (chiń.: Shennonga), mitycznego cesarza chińskiego. Thần Nông podzielił Ziemię między dwóch synów. Starszy Đế Nghi dostał tereny na północ od rzeki Jangcy, a młodszy Lộc Tục na południe. W 2879 r. p.n.e. Lộc Tục przyjął imię Kinh Dương Vương, jako władca królestwa Xích Quỷ, który to fakt jest uważany za punkt początkowy historii Wietnamu. Pierwszy z królów Hungów, Hùng Vương był jego wnukiem, synem Lạc Long Quâna – Władcy-Smoka, uważanego za ojca narodu wietnamskiego (porównaj mit o 100 Yue). Mit ten wykazuje daleko idące podobieństwa, również chronologiczne, do chińskiego mitu o Żółtym Cesarzu. Według tradycji Hungowie panowali do 258 r. p.n.e., kiedy to Thục Phán, władca, sąsiadującego z Văn Lang od północy, państwa Tây Âu, zajął ich terytorium, tworząc zjednoczone królestwo Âu Lạc.
Pierwsze pisemne wzmianki o istnieniu wietnamskich państw na południe od rzeki Jangcy pochodzą jednak dopiero z ok. 500 r. p.n.e. Systematyczne zapisy pojawiają się po roku 111 p.n.e., po całkowitym podporządkowaniu państwa Âu Lạc chińskiej dynastii Han.
W roku 221 p.n.e. podzielone dotychczas Chiny zjednoczył pod swym berłem pierwszy w dziejach cesarz, Qin Shi Huang z dynastii Qin. Wkrótce potem jego ekspansja została skierowana również na południe. Mimo zaciętego oporu Wietnamczycy stracili część terenów, na których utworzono nowe prowincje Chin.
Po śmierci cesarza, korzystając z zamieszania, zarządzający południowymi prowincjami generał Zhao Tuo (wiet.: Triệu Đà) w 207 p.n.e. ogłosił się władcą niepodległego państwa Nanyue (wiet.: Nam Việt), obejmującego tereny południowych Chin, a z czasem również północnego Wietnamu. Jego następcy nie potrafili utrzymać władzy. Korzystając z destabilizacji politycznej państwa, w 111 r. p.n.e. Nam Việt zajęły wojska chińskiej dynastii Han, tworząc nową prowincję Jiaozhi (wiet.: Giao Chỉ).

## Okupacja chińska
Chińska okupacja terytorium Wietnamu trwała ponad 1000 lat. Jest to czas wystarczająco długi, aby można było wyróżnić w nim okresy rządów łagodnych, jak i okresy terroru. Niemniej przez cały ten czas Wietnamczycy byli świadomi obcej dominacji, co skutkowało licznymi powstaniami narodowymi. Pamięć o niektórych jest żywa do dziś.
Powstanie „dwóch sióstr”
W 40 r. n.e. siostry Trưng Trắc i Trưng Nhị zebrały wokół siebie niezadowoloną z chińskich rządów wietnamską arystokrację i wystąpiły zbrojnie przeciwko Chinom. Bezpośrednią przyczyną była egzekucja męża Trưng Trắc z rozkazu namiestnika cesarskiego Su Dinga. W ciągu roku terytorium Giao Chỉ zostało wyzwolone, a Trưng Trắc ogłosiła się królem. W 42 r. na południe została skierowana armia cesarska pod dowództwem generała Ma Yuana. Wietnamczycy ponieśli klęskę i w maju 43 r. zostali ostatecznie rozbici. Siostry Trưng popełniły samobójstwo, topiąc się w rzece Hát. Wielu Wietnamczyków zostało deportowanych w głąb Chin. Wielu uciekło na południe, zasilając w ludność Lâm Ấp (chiń.: Lin Yi) – „Leśną Wioskę”, której historia jest wiązana z historią Czampy.
Chińskie kroniki dynastii Han wspominają Trưng Trắc jako straszliwą wojowniczkę, a w tradycji wietnamskiej uważa się, że wojna została przegrana tylko dlatego, że armia chińska poszła do boju nago, co skonfundowało skromne Wietnamki. Siostry Trưng otoczone są w Wietnamie ogromnym szacunkiem. Wiele ulic, placów, szkół itp. nazwanych zostało ich imieniem.
Wojownicza Bà Triệu
W 220 r. n.e. terytorium Wietnamu weszło w skład powstałego w wyniku rozpadu Chin królestwa Wu. W 248 r. na czele kolejnego powstania stanęła Triệu Thị Trinh, kobieta zwana Bà Triệu. W ciągu kilku miesięcy wyzwoliła terytorium i ogłosiła się królem, ale jeszcze tego samego roku została pobita przez armię Wu i popełniła samobójstwo. Tradycja ludowa przedstawia ją jako 3-metrową olbrzymkę z ogromnym biustem, jadącą na słoniu.
Pół wieku niepodległości
Mimo kolejnych zrywów większy sukces udało się osiągnąć dopiero w połowie VI w. W 542 r. wybuchło jedno z największych powstań wietnamskich przeciwko Chinom. Na czele stanął urzędnik cesarski Lý Bí. W ciągu dwóch lat zlikwidował chińską administrację, odparł dwie ekspedycje karne: w 542 i 543 r., a także wyprawę interwencyjną z południa, z powstałego tam pod koniec II w. państwa Lin Yi, i w 544 r. ogłosił się cesarzem państwa Vạn Xuân. Panował do 548 r., a założona przez niego Dynastia Wczesna Lý przetrwała do ponownego podboju chińskiego w 602 r.
W 618 r. władzę w Chinach objęła dynastia Tang, a w 679 r. prowincję Giao Chỉ przemianowano na An Nam, czyli Uspokojone Południe. Już sama ta nazwa świadczy o stosunkach panujących w cesarstwie. Podbite ludy zostały okrutnie spacyfikowane, a chińska władza rządziła twardą ręką.

## Đại Việt– Wielki Wietnam
W 907 r. dynastia Tang upadła, Chiny ogarnęła wojna domowa, a Wietnamczycy, korzystając z okazji, podjęli działania w celu uzyskania niepodległości. Na przeszkodzie stanęła nie tylko armia Południowych Hanów, ale również walka o władzę w tworzącym się państwie. Sytuację opanował generał Ngô Quyền. Udało mu się zjednoczyć naród, pozbyć zdrajców i w bitwie na rzece Bạch Đằng w 938 r. pokonać wojska Południowych Hanów, co ostatecznie utwierdziło niepodległość Wietnamu. W 939 r. Ngô Quyền ogłosił się królem. To wydarzenie uznawane jest za odrodzenie państwa wietnamskiego.
Kształtowanie się państwa
Po śmierci Ngô Quyềna w 944 r. walka o władzę wybuchła z nowa siłą, a państwo się rozpadło w wyniku tzw. „buntu 12 władców” (wiet.: Loạn 12 Sứ Quân). W 968 r. przewagę zdobył Đinh Bộ Lĩnh, ogłosił się cesarzem Đại Cồ Việt (Wielkiego Państwa Wietnamskiego) i założył dynastię Đinh. W trakcie swego panowania zreformował administrację i rozpoczął proces regulacji praw własności ziemi. W 979 Đinh Bộ Lĩnh został zamordowany, a władzę wkrótce potem przejął regent jego nieletniego syna, dowódca armii Lê Hoàn. Do tronu zgłosił także pretensję południowy sąsiad Wietnamu, państwo Chiêm Thành, utożsamiane przez część historyków z Czampą. Zabiegi dyplomatyczne nie przyniosły rezultatów. Spór rozwiązała wielka armia Lê Hoàna, która spustoszyła kraj sąsiada. Nieudana była również interwencja Chin. W 981 r. armia chińskiej dynastii Song została rozbita na rzece Bạch Đằng, w podobny sposób jak w roku 938.
Zabezpieczywszy granice Lê Hoàn ogłosił się cesarzem przyjmując imię Lê Đại Hành. Założona przez niego dynastia Wczesna Lê panowała do 1009 r., do przewrotu pałacowego, w którym tron zdobył dowódca gwardii pałacowej Lý Công Uẩn, założyciel dynastii Lý.
Dynastia Lý
Założyciel dynastii Lý, nazywanej też czasami „dynastią późną Lý”, przybrał imię Lý Thái Tổ. W 1010 r. nowy cesarz przeniósł stolicę państwa z Hoa Lư do miasta Đại La, którego nazwę (na pamiątkę cudownego widzenia cesarza) zmieniono na Thăng Long (Wzlatujący Smok, obecnie Hanoi). Wnuk Lý Thái Tổ, cesarz Lý Thánh Tông, w 1054 r. zmienił nazwę państwa na Đại Việt (Wielki Wietnam).
Dynastia Lý prowadziła wojny ze wszystkimi sąsiadami. Stosunki z Chinami ustabilizowały się dopiero w 1077 r., kiedy armia Songów wycofała się po kilku przegranych bitwach. Jeszcze korzystniej skończyła się wojna z Chiêm Thành. W wyniku kontruderzenia Wietnamczyków w 1069 r. do niewoli dostał się król tego państwa Chế Cũ, który w zamian za uwolnienie zgodził się oddać część swojego terytorium. W wyniku tej transakcji południowa granica Wietnamu została przesunięta w okolicę 17 równoleżnika, co zapoczątkowało proces nazywany w Wietnamie nam tiến – marsz na południe, czyli stopniowe przejmowanie terytoriów należących do południowych sąsiadów. Również wojna z Khmerami w I połowie XII w. zakończyła się odparciem wroga w 1150 r.
Na początku XII w. coraz większą rolę w państwie zaczął odgrywać ród Trầnów. W 1226 r. 9-letnia Cesarzowa Wietnamu Lý Chiêu Hoàng została zmuszona do poślubienia swojego rówieśnika z rodu Trầnów, Trần Cảnha, a następnie do zrzeczenia się tronu na jego rzecz, co ostatecznie zakończyło panowanie dynastii Lý.
Dynastia Trần
W imieniu nowego cesarza Trần Cảnha, który przyjął imię Trần Thái Tông, rządy objął przywódca rodu Trầnów, Trần Thủ Độ, który mianował się premierem małoletniego władcy. Aby ograniczyć możliwości uzurpacji, Trầnowie wprowadzili nową formę przekazywania władzy: cesarz abdykował na rzecz swego małoletniego syna, po czym rządził dalej jako cesarz-ojciec.
W drugiej połowie XIII w. Wietnam stał się celem ekspansji Mongołów. Terytorium Wietnamu wielokrotnie było najeżdżane przez armię mongolską. Podbite zostały państwa sąsiadujące z Wietnamem: Nanzhao – państwo Tajów w Yunnanie, chińskie państwo dynastii Songów, a także leżące na południe od Wietnamu ziemie Czamów. Wojna, w wyniku której kraj został straszliwie spustoszony, zakończyła się w 1288 r. bitwą na rzece Bạch Đằng, w której Wietnamczycy zniszczyli flotę inwazyjną, wpędzając ją w tradycyjny sposób na wbite w dno bambusowe pale.
W wyniku wspólnej walki, po wojnie z Mongołami poprawieniu uległy kontakty z Czamami. W 1301 r. cesarz-ojciec Trần Nhân Tông postanowił odbyć pielgrzymkę do Indrapury (wiet.: Đong Dương), sanktuarium buddyjskiego w dolinie Thu Bồn. Towarzyszyła mu córka Huyền Trân. Dziewczyna tak się spodobała królowi Czampy Chế Mẫnowi, że ten, aby ją dostać zgodził się oddać Wietnamczykom prowincje Ô i Lý, leżące na północ od przełęczy Hái Vân (Przełęcz Chmur). Pertraktacje trwały do 1306 r. W rok po ślubie Chế Mẫn umarł, a wietnamska księżniczka uciekła nocą, nie chcąc się poddać hinduskiej tradycji palenia wdów na stosie.
Czamowie wielokrotnie próbowali odzyskać utracone terytoria. Udało się to im dopiero w drugiej połowie XIV w. W latach 1371–1390 król Czampy Chế Bồng Nga wykorzystując zamieszanie związane z upadkiem dynastii mongolskiej wielokrotnie najeżdżał Ðại Việt. Trzykrotnie (w 1371, 1377 i 1384 r.) zdobył stolicę Wietnamu Thăng Long i rozszerzył swoje terytorium daleko na północ od przełęczy Ngang. U szczytu powodzenia, w 1390 r., Chế Bồng Nga zostaje zabity w wyniku zdrady swojego podwładnego. Wietnamczycy szybko odzyskują terytoria i ponownie wytyczają granicę na przełęczy Chmur.
Jest to już jednak koniec panowania Trầnów. W 1400 r. Hồ Quý Ly – od dawna dzierżący pełnię władzy „najwyższy doradca”, ogłosił się cesarzem. Trzymając się ustanowionej przez Tranów zasady panował razem z synem Hồ Hán Thươngiem.

## Trzecia okupacja chińska
W 1406 r., pod pretekstem usunięcia uzurpatora Hồ i przywrócenia tronu dynastii Trần, przeciwko Wietnamowi wyruszyła ogromna armia Mingów. Podziały wśród Wietnamczyków zadecydowały o sukcesie najeźdźcy i na początku 1407 r. kraj został ponownie przekształcony w chińską prowincję Giao Chỉ. Okupacja od razu wzbudziła duży opór. Z początku rolę przywódców odgrywali kolejni członkowie rodu Trầnów, restytuujący swoją dynastię. Z czasem opór przerodził się w szereg lokalnych wojen partyzanckich. Najskuteczniejszy okazał się arystokrata z prowincji Thanh Hóa imieniem Lê Lợi. Na początku lat 20. tak wzrósł w siłę, że w 1424 r. korzystając z zamieszania spowodowanego śmiercią chińskiego cesarza Yongle, przystąpił do ofensywy i w ciągu kolejnych trzech lat rozbił armię okupanta. 16 grudnia 1427 r. Chińczycy podpisali z Lê Lợiem porozumienie i wycofali się z Wietnamu. Na początku 1428 r. Lê Lợi ogłosił się cesarzem przyjmując imię Lê Thái Tổ. Założona przez niego dynastia
Lê panowała formalnie do 1788 r.

## Nam tiến– Marsz na południe

Nam tiến – Wietnamski Marsz na Południe

Zainteresowani uprawą mokrej odmiany ryżu, Wietnamczycy od początku kierowali swoją ekspansję terytorialną ku żyznym deltom licznych rzek wpadających do morza Południowochińskiego. Tereny górskie interesowały ich w tak niewielkim stopniu, że na Płaskowyż Centralny ludność Kinh zaczęła napływać dopiero z inicjatywy Francuzów w I połowie XX w. Siłą rzeczy ofiarą tej ekspansji padły leżące na południu państwa Czampy. W ciągu 1000 lat od uzyskania niepodległości granica Wietnamu przesunęła się ze skraju delty Rzeki Czerwonej do leżącej na południu Indochin zatoki Tajlandzkiej. Naturalnymi etapami tego ruchu były doliny rzek pooddzielane od siebie zbiegającymi do morza, bocznymi pasmami gór Annamskich. Historycy wietnamscy nazwali ten proces Nam tiến – Marsz na południe.
Obecnie brak wśród historyków konsensusu na temat mechanizmów i przyczyn Nam tiến. Dotychczasowe hipotezy (eksplozja demograficzna, wyjałowienie pól ryżowych itd.) są przedstawiane jako nieprzekonujące. Ostatnio popularny stał się pogląd, że do początków XV w. główną przyczyną zmian terytorialnych były zatargi graniczne i wojny z południowym sąsiadem, a dopiero później przeważyły problemy ekonomiczno-społeczne.
W chwili uzyskania niepodległości terytorium Đại Việt ograniczało się do doliny Rzeki Czerwonej, ale już Lê Hoàn ustanowił południową granicę na przełęczy Ngang. Transakcje z królami Chế Cũ i Chế Mẫnem przesunęły tę granicę do przełęczy Hái Vân. Na początku XV w. cesarz Hồ zajął na krótko Święte Ziemie Amarawati, które w czasie chińskiej okupacji powróciły jednak do Czamów.
W 1471 r. cesarz Lê Thánh Tông zorganizował wyprawę na południe. Wielka armia wietnamska zaatakowała Czampę i bez większych problemów dotarła do przylądka Mũi Đại Lãnh (dawn. Varella). Po negocjacjach z Czamami z Pandurangi wojska wietnamskie wycofały się do przełęczy Cù Mông, gdzie została ustanowiona nowa granica. Czamowie wielokrotnie próbowali odzyskać północne terytoria. W XVII w. próby te przyniosły dalsze straty. W 1611 r. Wietnamczycy przesunęli granicę do przełęczy Cả, a w 1653 zajęli Kautharę. W 1691 r. Czamowie odmówili płacenia trybutu. Krótka wojna skończyła się dla nich całkowitą klęską i utratą suwerenności. Autonomiczne struktury administracyjne Czampy przetrwały jeszcze do roku 1832.
W pierwszej połowie XVII w. rządzący południem Wietnamu Nguyễnowie podporządkowali sobie królów Kambodży. W wyniku porozumienia wietnamscy osadnicy zaczęli się osiedlać na żyznych terenach delty Mekongu. Pozwolono również osiedlić się tam uchodźcom chińskim, zwolennikom upadłej w 1644 r. dynastii Ming. W 1698 r. w enklawie nad rzeką Sajgon utworzone zostały dwie prowincje, podporządkowane bezpośrednio Nguyễnom, a do końca XVIII w. przyłączona została pozostała część delty Mekongu, wraz z półwyspem Cà Mau. Ostatni element wietnamskiego marszu na południe, przechodząca z rąk do rąk wyspa Phú Quốc, została formalnie przyłączona do Wietnamu przez Francuzów w roku 1867.

## Uzurpacja Mạców
Na przełomie XV i XVI w. obyczaje i sposoby sprawowania władzy na dworze cesarskim uległy wynaturzeniu. Zarówno prosty lud, jak i arystokraci zaczęli się buntować. Niepokoje ogarnęły również mniejszości etniczne: Mườngów, Nùngów i innych. Z chaosu buntów i przewrotów pałacowych wyłonił się szybko awansujący dowódca wojskowy Mạc Đăng Dung, a na tronie w Thăng Long osadzono figuranta. W 1527 r. Mạc Đăng Dung zdetronizował nominalnego władcę i sam ogłosił się cesarzem. W opozycji stanęły dwa rywalizujące dotychczas rody: Nguyễnów i Trịnhów. W 1532 r. powołali na tron własnego cesarza Lê Trang Tônga. Kraj został praktycznie podzielony, a wyniszczająca wojna trwała prawie do końca stulecia. 18 lutego 1592 r. popierana przez Nguyễnów armia Trịnhów zdobyła stolicę. Mạcowie schronili się na północy w prowincji Cao Bằng, gdzie, korzystając z ochrony Chińczyków, przetrwali do połowy XVII w.

## Rozbicie dzielnicowe
Po zwycięstwie nad Mạcami cesarz Lê Thế Tông oficjalnie mianował Trịnh Tùnga, przywódcę Trịnhów, Księciem Pokoju, Najwyższym Administratorem i Głównodowodzącym (wiet.: Chúa). Stanowisko było dziedziczne. Nguyễnowie zareagowali na to wytyczeniem granicy na rzece Gianh. Teoretycznie państwo wietnamskie wciąż było jednością rządzoną przez dynastię Lê – w rzeczywistości zostało podzielone na dwie walczące ze sobą domeny: Nguyễnów i Trịnhów.

## Pierwsze kontakty z Europejczykami
Europejczycy, nieczęsto docierający w te strony, snuli opowieści o birmańskich świątyniach „krytych na palec grubo złotem” i plażach Półwyspu Indyjskiego „połyskujących i migocących od drogich kamieni i kruszców”. Ale nie złoto i brylanty pobudzały fantazję najmocniej. Wszędzie, zwłaszcza na południu Europy, istniało ogromne zapotrzebowanie na gałkę muszkatołową, imbir, pieprz czy goździki, które pochłaniano w średniowiecznej Europie w niewiarygodnych ilościach, a które wraz z odcięciem drogi do Azji przez muzułmanów nieomal przestały być dostępne.
W końcu XIV w. europejski rynek korzenny zdominowała Republika Wenecka, potrafiąca nie tylko wojować, ale również handlować z Arabami. Monopolistyczna pozycja handlowa Wenecji, podnoszącej nadmiernie i tak wysokie ceny, wywołała potrzebę poszukiwania nowych rozwiązań. Drogi handlowe wiodące przez Polskę i Ruś były raczej strumyczkami wobec szerokiego zapotrzebowania odbiorców. Jedynym wyjściem było szybkie znalezienie drogi do Indii i Chin: morskiej – wprost na zachód – zgodnie ze znaną od czasów starożytnych teorią o kulistości Ziemi, tradycyjnym szlakiem jedwabnym lub na południe, wokół Afryki, w czym największe osiągnięcia mieli Portugalczycy.
W 1454 r. papież Mikołaj V wydał bullę gwarantującą Portugalii wyłączność na kolonizację Azji poprzez „wzięcie w poddaństwo tamtejszych pogan, których nie dotknęła jeszcze zaraza islamu, i nauczanie prawdy w imię Chrystusa”.
W 1498 r. Vasco da Gama, największy spośród portugalskich odkrywców, poprowadził swą 4-okrętową armadę wokół Przylądka Dobrej Nadziei, pokonał Ocean Indyjski i wylądował na zachodnim wybrzeżu Indii. Powstała wówczas enklawa portugalska Goa, którą rząd Indii odzyskał dopiero w 1962 r.
W ciągu zaledwie pięciu lat po rejsie da Gamy Lizbona stała się głównym ośrodkiem handlu towarami wschodnimi. Po wspomnianej już kolonii Goa powstawać zaczęło szybko także wiele innych, umiejscowionych w Cieśninie Malakka, na Timorze, Molukach i innych wyspach dzisiejszej Indonezji. Portugalczycy opanowali Ceram, na władcach Syjamu i Birmy wymogli koncesje handlowe, dotarli nawet do zamkniętej dla cudzoziemców Japonii. Byli pierwszymi Europejczykami, którym dane było oglądać ruiny Angkor Wat, a w 1557 założyli bazę wypadową na wybrzeżu Chin – Makau.
Portugalczycy docierali także do Wietnamu. Pierwszym Europejczykiem, którego pojawienie się na tym terenie zostało dobrze udokumentowane, był Antonio Da Faria, w 1535 założyciel stałej osady portugalskiej Faifo. Da Faria spodziewał się, że Faifo będzie jednym z głównych centrów osadnictwa portugalskiego w Azji, stało się jednak inaczej. Lizbona spoglądała raczej ku Indiom, Molukom, Malakce.
Portugalczycy zaczęli tracić zdobycze azjatyckie zaledwie sto lat po rozpoczęciu eksploracji. Przyczyn było wiele: zmieniająca się sytuacja międzynarodowa, brak zainteresowania ze strony społeczeństwa, nieumiejętność kierowania sprawami kolonii, a także nadmierna chciwość, korupcja, skąpstwo. Głównym jednak powodem było pojawienie się konkurencji. Holendrzy zabrali Wyspy Korzenne, a wkrótce potem resztę Archipelagu Sundajskiego, Anglicy usadowili się mocno na Subkontynencie Indyjskim. Nawet Francuzi założyli faktorię handlową Pondicherry w pobliżu Madrasu. Tylko Wietnamem nikt się nie interesował.
Europejczycy wprawdzie sprzedawali broń dwom zwalczającym się klanom – Trịnhom z północy i Nguyễnom z południa, ale był to interes skromny, a nadto dość ryzykowny, polegający na zaopatrywaniu i jednoczesnym antagonizowaniu obu stron. Ciekawe, że zwaśnionego, rozdartego Wietnamu nie dało się zdobyć. Przyczyny to nikły zysk, jakiego należało spodziewać się po kolonizacji, oraz powszechna niechęć do obcokrajowców, okazywana przez wszystkich bez mała Wietnamczyków. Skomplikowana struktura administracyjna, wzorowany na chińskim model życia, brak dróg na mocno pofałdowanym i pokrytym gorącą dżunglą terenie – wszystko to zapowiadało twardy i długotrwały opór.
Pod koniec XVII w. wydawało się, że nieśmiałe próby wymiany handlowej z Wietnamem zakończą się ostatecznie fiaskiem. Holendrzy i Anglicy zlikwidowali swoje małe przedstawicielstwo w Hanoi, Francuzi zamknęli faktorię w Phố Hiến i tylko Portugalczycy zachowali Faifo, prowadząc skromną wymianę z Makau.

## Misje katolickie
Kościół katolicki, który nigdzie w Azji – poza rządzonymi przez Hiszpanów Filipinami – nie wywarł większego wpływu, w Wietnamie odniósł sukces. Począwszy od XVII w. setki tysięcy Wietnamczyków przyjęło – z różnorakich powodów – nową wiarę. Miejscowi kupcy widzieli w katolicyzmie sposób na znalezienie wspólnego języka z przybyszami zza mórz; chłopi szukali w nim wyzwolenia od konfucjanizmu, a tym samym władzy feudalnej mandarynów.
Na północy, gdzie wskutek przeludnienia i kiepskich zazwyczaj zbiorów panował powszechny niedostatek, księża autochtoni posiedli władzę trybunów ludowych. Całe powiaty przyjmowały katolicyzm i broniły go przed administracją cesarsko-mandaryńską.
Władcy wietnamscy prowadzili wobec misji katolickich politykę pełną sprzeczności. Z jednej strony wygodne im było doradztwo techniczne księży, ich powiązania z kupcami (zwłaszcza z handlarzami bronią), ale jednocześnie obawiali się wpływu, jaki nowa religia może wywierać na społeczeństwo. Chrześcijański kanon wiary wraz z jego ideą równej godności i zbawienia stał bowiem w głębokiej sprzeczności z konfucjańską koncepcją niewolniczej uległości wobec władzy.
Dworem cesarskim wstrząsnęło szczególnie pismo łacińskie, jakim XVIII-wieczny jezuita postanowił zastąpić dotąd obowiązujące ideogramy chińskie. Nowość przyjmowała się szybko i powszechnie. Księża-kaznodzieje mogli odtąd docierać do coraz szerszych rzesz wiernych słowem już nie tylko mówionym, natomiast przedstawiciele administracji państwowej – na każdym szczeblu władzy – jęli tracić autorytet i przewagę, jaką mieli nad narodem analfabetów. U dworu obawiano się także, iż katolicyzm jest w istocie forpocztą europejskiego kolonializmu. Stąd właśnie przedziwna polityka przemiennego faworyzowania i prześladowania misjonarzy. Tym bardziej, że na dworze nie brakło lekarzy, astronomów i matematyków w sutannach.
Pierwszymi misjonarzami chrześcijańskimi w Wietnamie byli wędrowcy w rodzaju Odoryka de Pordenone, włoskiego franciszkanina, autora popularnego sprawozdania z podróży na Daleki Wschód. W XVII w. przybyli wygnani z Japonii jezuici, którzy znaleźli schronienie w portugalskim Faifo. Pracowici i pełni poświęcenia, dokonali wiele dla zbliżenia obcych sobie kultur, nie dorównywali jednak Aleksandrowi de Rhodes, prawdziwemu odkrywcy Wietnamu dla Europy i Francji. Był on m.in. autorem pierwszego wielojęzycznego słownika języka wietnamskiego, opracował także alfabet, który, z pewnymi modyfikacjami, pozostaje w użyciu po dziś dzień.
Rhodes sądził, że winę za rosnącą niechęć Azjatów do Europejczyków ponoszą Portugalczycy, albo raczej ich fatalna polityka kolonizacyjna. Jezuita wrócił więc do Europy, gdzie bezskutecznie próbował przekonać Stolicę Apostolską o konieczności uchylenia bulli Mikołaja V, dającej Portugalczykom wyłączność na podbój Azji. Nie zwojowawszy nic w Rzymie, pojechał do Paryża. I tu jął opowiadać, że wietnamscy rybacy tkają swe sieci z jedwabiu, że kraj jest bogaty niczym mityczne El Dorado, a naród ciąży ku katolicyzmowi.
Tym razem powiodło się, choć dla Rhodesa pośmiertnie. Już po jego zgonie (zmarł w Persji w 1660 roku) papież wyraził zgodę na utworzenie w Paryżu Stowarzyszenia Misji Katolickich, co legło u podstawy powołania do życia prywatnej spółki o nazwie Kompania Indii Wschodnich. Role zostały podzielone w ten sposób, że Kompania z siedzibą w Rouen zapewniała zakonnikom transport, utrzymanie oraz ochronę, w zamian za co mieli oni pełnić obowiązki przedstawicieli handlowych i prowadzić rachunkowość.
Aż do połowy XVIII wieku wysiłki misjonarzy nie przynosiły wymiernych korzyści politycznych. Stały i twardy opór władców wietnamskich nakładał się na niezbyt przychylną zamysłom kolonialnym atmosferę w samej Francji. Kraj bardziej był zajęty kłopotami natury gospodarczej i wojną z Anglią, niż snami o koloniach zamorskich. Znaleźli się jednak w Paryżu ludzie opanowani ideą podboju. W dalekiej Azji towarzyszyły im poczynania przeróżnych awanturników, jak choćby Pierre Poivre’a, syna bogatego kupca bławatnego z Lyonu, który zamierzał stworzyć w jednej z prowincji Wietnamu własne królestwo.

## Powstanie Taysonów
O prawdziwości opisów wietnamskiej nędzy upewniają powtarzające się bunty niezadowolonego chłopstwa. Podstawą gospodarki była uprawa ryżu i hodowla krętorogiego bydła. Tymczasem plony często niszczyły plagi szarańczy lub dotkliwe susze, a bydło padało ofiarą przeróżnych epidemii. W domenie Nguyễnów mimo pozornego spokoju wewnętrznego nie działo się najlepiej. Wzrost kosztów utrzymania państwa, obciążonego ogromną biurokracją i prowadzącego kosztowne wojny z Kambodżą i Syjamem, doprowadziły w 1771 do buntu chłopskiego, który przerodził się w powstanie ogólnonarodowe, nazywane od nazwy pasma górskiego i wioski Tây Sơn (w pobliżu miejscowości Quy Nhơn) powstaniem Taysonów. Nguyễnowie być może poradziliby sobie z chłopskim buntem, na który z początku nawet nie zwracali uwagi, gdyby nie najazd Trịnhów, którzy zachęceni okazją pod koniec 1774 przekroczyli graniczny mur Đồng Hới (Thành Đồng Hới) i zaatakowali stolicę Phú Xuân (obecnie Huế). Przerażony dwór Nguyễnów w panice ewakuował się do Gia Định (później Sajgon) na południu kraju.
Nie chcąc walczyć na dwa fronty, przywódcy powstania – trzej bracia Nguyễn (mimo takiego samego nazwiska bracia Nguyễn nie byli spokrewnieni z arystokratycznym rodem Nguyễnów) zawarli sojusz z Trịnhami, którzy z kolei obiecywali sobie pozbycie się feudałów z południa rękami powstańców.
W ciągu trzech lat południe kraju zostało spacyfikowane, a ród Nguyễnów zdziesiątkowany. Sukces Taysonów był tak duży, że w 1778 najstarszy z braci Nguyễnów (Taysonów), Nguyễn Nhạc, ogłosił się cesarzem. W połowie 1786 Taysonowie zaatakowali domenę Trịnhów i już 21 lipca 1786 wkroczyli do Thăng Long. Dowodzący armią średni z braci, uważany za geniusza wojskowego – Nguyễn Huệ, ogłosił restaurację dynastii Lê, za co dostał za żonę córkę umierającego cesarza-figuranta Lê Hiển Tônga.
Wydarzenia te poróżniły braci i doprowadziły do walk między nimi, co w połączeniu z trwającym wciąż oporem Trịnhów spowodowało chaos. Nowy cesarz-figurant, Lê Chiêu Thống, uciekł do Chin prosić o pomoc, na co Nguyễn Huệ zareagował, obwieszczając w 1788 koniec dynastii Lê. Zjednoczony na krótko Wietnam został znów podzielony, tym razem między trzech braci. Wielka wyprawa interwencyjna, zorganizowana przez rządzącą Chinami dynastię mandżurską, nie przywróciła tronu dynastii Lê. Mimo początkowych sukcesów, na początku 1789 poniosła sromotną klęskę, a Chińczycy po raz kolejny zadowolili się symbolicznym trybutem.
Taysonowie zbudowali dość sprawiedliwy system społeczny: proporcjonalnie rozdzielili podatki, przeprowadzili reformę rolną, obdzielając ziemią najuboższych, a nadto dali całkowicie wolną rękę Kościołowi katolickiemu, udzielając księżom – w razie potrzeby – ochrony zbrojnej.
Zmiany te nie wykraczały jednak poza ramy jedynego znanego im systemu – feudalizmu, a nowo powstałe elity szybko przejęły zasady stosowane przez swoich poprzedników. Niemniej ocena efektywności przeprowadzonych reform jest trudna, gdyż państwo Taysonów istniało zbyt krótko.

## Imperium dynastii Nguyễn

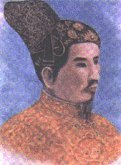
Nguyễn Phúc Ánh – cesarz Gia Long

W 1777 roku przywódcą zdziesiątkowanego rodu Nguyễn został najstarszy w rodzinie, 15-letni wówczas Nguyễn Phúc Ánh, znany też jako Nguyễn Ánh. Kolejne lata upływają mu na grze w chowanego z ekspedycjami wojsk tajsońskich, polujących na resztki zwolenników Nguyễnów. W 1784 roku Nguyễn Ánh spotkał francuskiego misjonarza Pierre Joseph Georges Pigneau de Behaine, biskupa tytularnego Adranu. Uciekając przed Taysonami schronili się razem na wyspie Phú Quốc, gdzie Behaine podsunął Ánhowi pomysł poszukania pomocy za granicą. Po przeanalizowaniu sytuacji Nguyễn Ánh postanowił zwrócić się o pomoc do Syjamu, a biskup podjął się uzyskania pomocy z Francji.
W 1784 roku w Rạch Giá wylądował 30-tysięczny korpus ekspedycyjny Tajów. Wietnamczycy stawiali zacięty opór, tym bardziej że wojska syjamskie grabiły i masowo wywoziły dobytek. 20 stycznia 1785 roku w krwawej bitwie na rzece Mỹ Tho korpus syjamski został rozbity przez armię Taysonów. Walki trwały dalej ze zmiennym szczęściem. W tym czasie biskup Behaine wyruszył po pomoc do Francji. W towarzystwie 5-letniego księcia Nguyễn Phúc Cảnh, syna Nguyễn Ánha, udał się do dalekiego Paryża, by przedłożyć projekt królowi. W początkach 1787 roku w towarzystwie książątka i roju egzotycznych sług zjawił się w Wersalu, gdzie wywołał prawdziwą sensację.
28 listopada Pigneau i książę de Montmorin, minister spraw zagranicznych, podpisali kontrakt, w myśl którego Francja zgadzała się wspomóc Nguyễn Ánha 1650-osobowym oddziałem piechoty, bronią, amunicją i środkami przeprawowymi, Wietnam zaś zobowiązywał się odstąpić „port na wyspie Hội An” (Đà Nẵng), wyspę Poulo Condore (Côn Đảo) na morzu Południowochińskim oraz przywileje handlowe „z wyłącznością wobec innych państw europejskich”. Traktat ten nigdy nie został zrealizowany, a pomoc francuska ograniczyła się do wystawienia za prywatne fundusze dwóch statków, które Pigneau obsadził zbieraniną awanturników i dezerterów z armii francuskiej. Z 400-osobowej ekspedycji do celu dotarło około 100 osób. Niektórzy z nich okazali się jednak bardzo użyteczni, jak wieloletni doradca Nguyễn Ánha – Jean Baptiste de Chaigneau, nadworny lekarz Despiaux, budowniczy fortyfikacji – Olivier de Puymanel, czy organizator floty – Jean Marie Dayot.
W 1792 roku zmarł Nguyễn Huệ, a w rok później Nguyễn Nhạc. Ich następcy nie potrafili już tak skutecznie kierować państwem. Z końcem stulecia państwo Taysonów upadło. W 1799 resztki ich sił zostały otoczone pod Quy Nhơn i doszczętnie rozbite. Powstanie po dwudziestu ośmiu latach upadło dokładnie tam, gdzie wybuchło. Ostateczna ofensywa rodu Nguyễn w lipcu 1802 roku zakończyła się zdobyciem Thăng Long (obecnie Hanoi). Nguyễn Ánh już 1 czerwca, nie czekając na zdobycie stolicy, koronował się w Huế jako cesarz Wietnamu Gia Long. Dotychczasową nazwę kraju Đại Việt (Wielki Wietnam) postanowił zmienić na Nam Việt (Wietnam Południowy), ale zaprotestował cesarz Chin, Jiaqing (którego Gia Long był formalnym lennikiem), dopatrując się wielkomocarstwowych tendencji. Ostatecznie zgodzono się na nazwę Việt Nam, obowiązującą też dzisiaj. Dynastia Nguyễn przetrwała do 1955 roku, kiedy to ostatni cesarz Wietnamu Bảo Đại został zmuszony do abdykacji.
Bp Pigneau nie dożył ostatecznie sukcesu swego protegowanego. Zmarł na dyzenterię w obozie księcia Cảnha tuż przed ostatecznym szturmem Quy Nhơn. Miał wówczas 57 lat. Żaden cudzoziemiec – ani przedtem, ani potem – nie został tak uhonorowany przez Wietnamczyków. Jego pogrzeb, ze względu na swój splendor, przeszedł do historii: astrolog wybrał najwłaściwszy moment pochówku, tekową trumnę z zabalsamowanym ciałem poprzedzało w procesji 12 tysięcy żołnierzy i setka słoni, za trumną zaś podążało 40 tysięcy żałobników, wśród nich Nguyễn Ánh w pozłocistym palankinie. Ciało biskupa-dyplomaty spoczęło w bambusowym gaju na przedmieściach Sajgonu. Ani grób, ani wzniesiony nad nim pomnik nie zachowały się do naszych czasów Karnow 1983 ↓, s. 65.

## Francuskie próby podboju
Spośród czterech Francuzów, którzy pozostali na dworze Gia Longa po śmierci Pigneau’a, do największego znaczenia doszedł Jean Baptiste de Chaigneau, były artylerzysta, syn bretońskiego szlachcica i kuzyn znanego poety romantycznego René de Chateaubrianda. Chaigneau poślubił Wietnamkę, a Gia Long obdarzył go godnością mandaryna pierwszej klasy, zezwolił na uczestnictwo w obradach Rady Imperialnej i zwolnił – specjalnym dekretem – z obowiązku padania na twarz przed tronem. Francja nie potrafiła wykorzystać jego specjalnej pozycji u boku wietnamskiego władcy. Okres Epopei Napoleońskiej nie sprzyjał zajmowaniu się sprawami małego kraju w Azji.
Z drugiej strony Gia Long także nie wykazywał najmniejszej chęci do bliższego wiązania się z Francją. „Dług”, jaki zaciągnął, był w jego przekonaniu długiem wobec Pigneau’a i spłacił go, tolerując w swym państwie chrześcijaństwo. Jednocześnie – przewidując słusznie, że prędzej czy później któreś z mocarstw europejskich (wcale niekoniecznie Francja) wyciągnie ręce po jego domenę, wolał nie drażnić nikogo niewczesnymi gestami. I jakkolwiek przychylnym okiem spoglądał na rozwój stosunków handlowych, nigdy nie pozwolił sobie na głośne ogłoszenie pierwszeństwa Francuzów.
Będąc w każdym calu władcą azjatyckim, uważniej obserwował sąsiednie dwory niż daleką Europę. Nawet swą stolicę – Huế – przebudował na wzór pekińskiego Zakazanego Miasta, dając tym samym do zrozumienia, że opowiada się za izolacjonizmem.
W roku 1819 kupcy francuscy ponownie zaczęli interesować się Wietnamem. W nawiązaniu przyjaznych kontaktów miał pomóc Chaigneau, ale na przeszkodzie stanęła śmierć Gia Longa. Jego następca, Minh Mạng, odrzucił proponowany traktat handlowy, bowiem obawiał się, że koncesje na rzecz Francji mogą zagrozić suwerenności państwa. Do Ludwika XVIII pisał: „Jeśli twoi poddani chcą handlować z naszym królestwem, winni to czynić w oparciu o tutejsze prawa”.

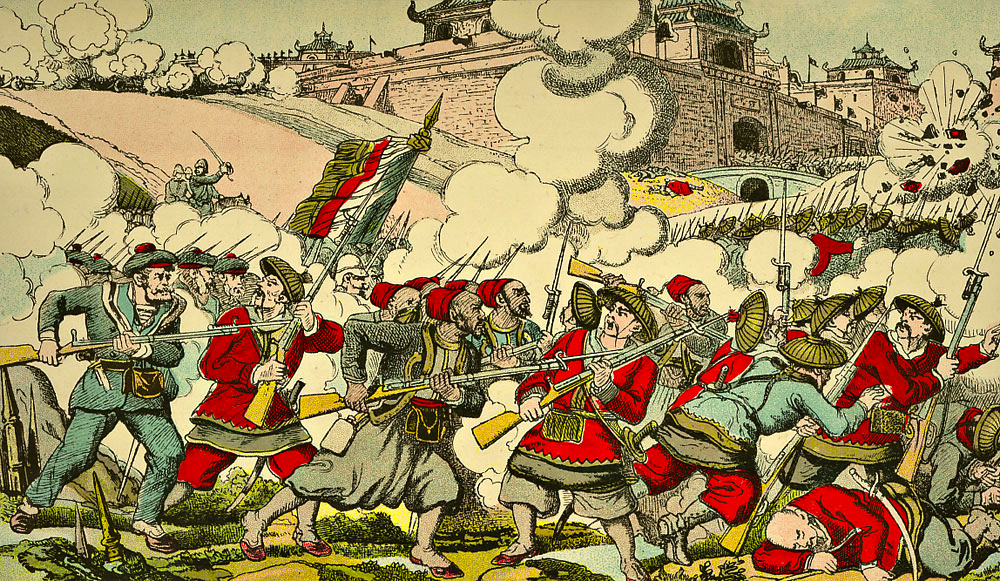
Zdobycie Sajgonu

Zniewieściały Minh Mạng kochał się w chińszczyźnie znacznie bardziej niż jego ojciec. Z miejsca przywrócił administrację konfucjańską i – niczym cesarz Państwa Środka, któremu zresztą płacił zwyczajowy trybut – kazał zwać się Synem Nieba. Rząd mandaryński składał się z sześciu ministerstw: spraw wewnętrznych, finansów, religii, sprawiedliwości, wojny i robót publicznych. Nie było wśród nich miejsca na ministerstwo spraw zagranicznych. Lennik cesarza nie interesował się obcymi.
Zhierarchizowany system, jaki przywrócili w Wietnamie Nguyễnowie, miał być ucieleśnieniem statycznej koncepcji ładu i harmonii przeciwnej wszelkim nowinkom. Minh Mạng zwalczał ostro buddystów i taoistów, których wierzenia stały w sprzeczności z doktryną boskości cesarza. Równie wrogo odnosił się do chrześcijan. Walka z Kościołem zaczęła się niemal nazajutrz po koronacji. Najpierw próbował ściągnąć misjonarzy na dwór, gdzie miałby ich pod kontrolą, ale – zignorowany – zmienił taktykę i w 1825 r. wydał pierwszy z całego szeregu edyktów antykatolickich. Dokument zakazywał wjazdu do Wietnamu nowym misjonarzom, bowiem „przewrotna religia Europejczyków korumpuje ludzkie serca” Karnow 1983 ↓, s. 66.
Jeden z doradców cesarskich, sędziwy eunuch Lê Văn Duyệt, starał się przypomnieć Minh Mạngowi, że jego ojciec przyrzekł Pigneau tolerować chrześcijan i ich wiarę, ale trafił nie w porę: bunty chłopskie na południu utwierdzały władcę w przekonaniu, że chrześcijanie – tak tubylcy, jak i przybysze – są elementem podejrzanym i niepewnym. W 1833 roku Minh Mạng otrzymał do ręki oczywisty dowód knowań chrześcijańskich: do buntu przystąpił Lê Văn Khôi, adoptowany syn Lê Văn Duyệta, otwarcie popierany przez Europejczyków.
Cesarz zareagował bardzo ostro, nakazując aresztowanie wszystkich księży – Wietnamczyków i Francuzów. Większości udało się zbiec, ale jednego z nich – François Gagelina, schwytanego w prowincji Bình Định – dostarczono do Huế, skazano na śmierć, a rankiem 17 października 1833 roku uduszono publicznie na centralnym placu stolicy i pogrzebano.
W ten sposób rozpoczął się ponad siedmioletni okres prześladowań misjonarzy zagranicznych, choć – trzeba przyznać – nie były to prześladowania masowe. Jednakże we Francji wywołały gwałtowną reakcję Kościoła. Wyżsi oficerowie marynarki wojennej uznali prześladowania księży za doskonały pretekst dla interwencji zbrojnej i podporządkowania Wietnamu siłą. Ludwik Filip chciał sprawę wyciszyć, a minister spraw zagranicznych wręcz mawiał, że „mamy wystarczająco dużo kłopotów w Europie, byśmy mogli angażować się w ryzykowne przedsięwzięcia gdzie indziej”.
Tymczasem w roku 1840 Minh Mạng, obserwujący z trwogą postępy Anglików w Chinach, wydelegował do Francji dwóch mandarynów, którym zlecił wynegocjować modus vivendi, by osiągnąć wymarzony spokój. Ich niespodziewane przybycie do Paryża wywołało zrozumiałą sensację oraz ostry sprzeciw działaczy katolickich, którzy głośno domagali się zaprzestania prześladowań. Akcję poparł nawet Watykan. Ludwik Filip, pochłonięty sprawami wewnętrznymi, odmówił dyplomatom z Huế audiencji.
Minh Mạng zmarł wkrótce potem, a jego syn i następca – Thiệu Trị – okazał się jeszcze bardziej wrogi chrześcijanom. Nie wziął pod uwagę, że każde działanie antychrześcijańskie może spowodować interwencję zbrojną. Tym więcej, że we Francji napięcie wyraźnie rosło.
W 1843 roku skierowano na wody azjatyckie eskadrę okrętów, która miała „ochraniać, a jeśli zajdzie potrzeba także bronić interesów politycznych i handlowych” Francji w tym rejonie świata. Flota miała ratować w potrzebie prześladowanych misjonarzy, na razie jednak, jeśli to możliwe, bez angażowania bandery francuskiej. Polityka ta dała zielone światło do akcji przeciw Wietnamowi.